# Cork FC
Der Cork Football Club war ein irischer Fußballverein aus Cork.

## Geschichte
Der Verein wurde im Jahre 1921 vom ehemaligen irischen Nationalspieler Harry Buckle als Ford FC als Werksmannschaft des Autoherstellers Ford gegründet. Ein Jahr später wurde der Verein in Anlehnung an den Fordson-Traktor in Fordsons FC umbenannt. Nach der Meisterschaft in der Munster Senior League 1924 wurde der Verein in die erstklassige League of Ireland aufgenommen. Dort wurde das Team in der Saison 1925/26 Dritter und viermal Vierter. Im Jahre 1930 trennte sich der Verein von Ford und benannte sich in Cork FC um. 
Die Mannschaft war unter dem neuen Namen weiterhin erfolgreich und sicherte sich in den Spielzeiten 1931/32 und 1933/34 jeweils die Vizemeisterschaft. 1934 betrug der Rückstand auf Meister Bohemians Dublin lediglich einen Punkt. Ende der 1930er Jahre geriet der Verein in finanzielle Schwierigkeiten und wurde in den Spielzeiten 1936/37 und 1937/38 jeweils Vorletzter. Der Cork FC ging in die Insolvent und wurde am 8. Februar 1938 aufgelöst.
Der Verein nahm mehrfach am irischen Pokalwettbewerb teil und konnte ihn zweimal gewinnen. 1926 wurden noch als Fordsons FC im Endspiel die Shamrock Rovers mit 3:2 besiegt. Der zweite Pokalsieg folgte 1934 als Cork FC durch einen 2:1-Finalsieg über den St. James’s Gate FC. Zwei weitere Male stand der Verein im Endspiel. 1924 verlor der Fordsons FC mit 0:1 gegen Athlone Town, während 1936 der Cork FC mit 1:2 gegen die Shamrock Rovers unterlag.

## Erfolge
- Irischer Pokalsieger: 1926, 1934
- Meister der Munster Senior League: 1924, 1929, 1930, 1932
- Sieger des Munster Senior Cup: 1923, 1924, 1926, 1929, 1930, 1934, 1937